# Junkhead
Junkhead es una canción de la banda estadounidense de metal alternativo Alice in Chains. Aparece en el disco Dirt como la número 6, y #7 en la versión mundial y es una de las mejores canciones del disco y de la banda.
Esta canción es una de las que más toca la banda en sus conciertos, contando con numerosas interpretaciones hasta la actualidad.
La canción habla sobre los problemas personales y emocionales de un drogadicto (Layne Staley), sobre sus sensaciones al ingerir la heroína y su crítica hacia la vida y las tribus que lo rodean.
Esta canción es de las más experimentales, crudas y psicodélicas de la banda, por su sonido lento, pesado, crudo, distorsionado y además calmado por el canto tranquilo de Layne.
Pero además de cruda y psicodélica, es de las más melancólicas de la banda solo por la parte del coro entre Jerry Cantrell y Layne Staley que dice: "What's my drug to choice?/Well, what have you got?/I don't go broke/And I do it a lot" (que significa: "Cual es mi droga a elegir?/Bueno, ¿Qué es lo que tienes?/Así no me fundo/Y lo hago muchas veces).
El solo de guitarra de Jerry Cantrell es penetrante y melancólico al escucharlo. Convierte esta canción en una balada.